# Kaj (časopis)
Kaj - časopis za književnost umjetnost i kulturu, dvomjesečnik je koji u Zagrebu izdaje društvo za širenje i unapređivanje znanosti i umjetnosti Kajkavsko spravišče.

## Povijest
Prvi broj časopisa objavljen je 1968. godine kao mjesečnik, a od 1979. izlazi kao dvomjesečnik. Glavni urednici časopisa bili su: Stjepan Draganić, Ivo Kalinski, Ernest Fišer i Božica Pažur, a u njemu su surađivali Miroslav Krleža, Dubravko Horvatić, Olga Šojat, Vinko Žganec, Miroslav Šicel, Joža Skok, Alojz Jembrih i drugi.

## Sadržaj
Časopis objavljuje radove tematski vezane za kajkavsku književnost, jezik i umjetnost, te hrvatsku kulturno-povijesnu i umjetničku baštinu.

## Vanjske poveznice
Mrežna mjesta
- Kaj na Hrčku
- Marija Roščić, Bibliografija časopisa "Kaj" 1968. - 2010., Kaj, 3-4/2011., Hrčak